# مارسيلو مورالس
مارسيلو مورالس (بالإسبانية: Marcelo Morales)‏ (9 أكتوبر 1966 في سان إيسيدرو في الأرجنتين – )؛ هو لاعب كرة قدم سابق كان يلعب كلاعب وسط.

## وصلات خارجية
- مارسيلو مورالس على موقع رابطة كرة القدم اليابانية للمحترفين (اليابانية)
- مارسيلو مورالس على موقع قاعدة بيانات كرة القدم.إي يو (الإنجليزية)
- مارسيلو مورالس على موقع Soccerway.com (الإنجليزية)
- مارسيلو مورالس على موقع عالم كرة القدم.نت (الإنجليزية)